# Redresse-seins

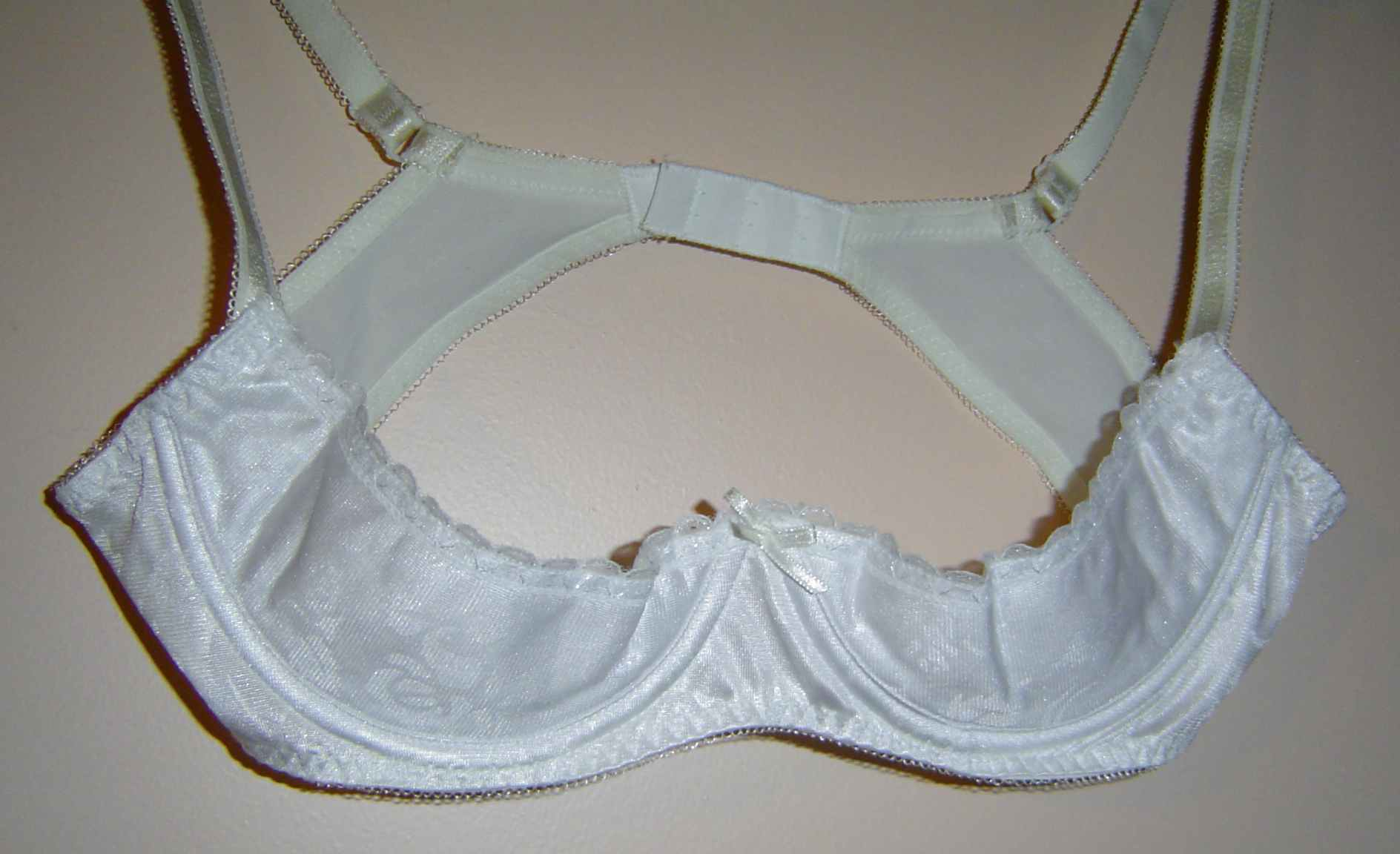
Redresse-seins blanc.

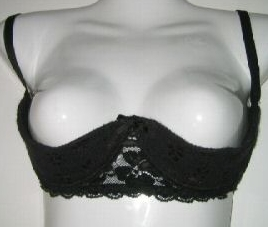
Redresse-seins noir.

Le redresse-seins est un soutien-gorge qui soutient les seins en ne les couvrant que partiellement.

## Description
Sa fonction est de soutenir la poitrine tout en laissant apparents les mamelons, afin de rendre la poitrine plus attirante sous un vêtement moulant. Le redresse-seins est plus confortable que le soutien-gorge, mais il maintient moins bien les seins.